# USS 컨스텔레이션 (NCC-1017)
USS 컨스텔레이션(영어: The USS Constellation / NCC-1017)은 스타 트렉의 우주선으로 USS 엔터프라이즈 (NCC-1701, 오리지널)과 같은 컨스티튜션(Constitution)급 함선이다. 스타 트렉: TOS의 시즌 2 에피소드인 'The Doomsday Machine'에서 언급된다.
The Doomsday Machine에서 함선이 파괴된다. 그와 동시에 둠스데이 머신(일종의 행성 파괴 기계)도 출력이 제로가 된다.
함장의 일지 4201.1에서 볼 때, L-374 태양계의 3번째 행성에 있었던 장교들과 승무원은 모두 사망한 것으로 보인다.

## 장교
1. 함장 : 맷 데커 (왕복선 이용 자폭)
2. 부함장 : ?
3. 기관실장 : ?
4. 과학장교 : 마사다 (사망)
5. 전술장교 : ?
6. 의학장교 : ?
7. 조타수 : ?
8. 조종사 : ?
9. 교신장교 : ?